# 天津浜海国際空港
天津浜海国際空港（てんしんひんかいこくさいくうこう）は、中華人民共和国・天津市東麗区に位置する国際空港である。奥凱航空及び天津航空が当空港を拠点にしている。

## 概要
大韓航空及びアシアナ航空がソウル/仁川から、日本航空が名古屋/中部から就航している。
かつて、中国南方航空が広島及び福岡へ大連経由で就航していた。併せて2007年から全日本空輸も名古屋/中部線を開設したが2008年の世界的な不況により2009年3月をもって廃止された。
2009年3月から、マレーシアの格安航空会社 (LCC)「エアアジア」の長距離線を担当する「エアアジア X」が、クアラルンプール線に就航開始した。格安航空会社はハブ空港ではない大都市近郊の第二空港に就航することが多く、同社も北京近郊の空港として就航していたが、北京/首都便の就航開始により、2012年6月21日をもって廃止された。
2009年、エアバスA320シリーズの組立工場が稼働した。ここで製造された機体は、原則的に中国の航空会社で利用されている。
2013年7月23日に、日本路線の新路線として中国国際航空が、大連経由大阪/関西線を就航開始予定と発表したが、7月17日に急きょ取り止めると発表されたが、その後2014年3月1日から就航された。また、春秋航空も大阪/関西線を2014年7月18日から就航開始したほか、春秋航空日本が東京/成田線に2017年1月28日から就航開始した。
2015年には天津航空が関西、東京/羽田に就航した。

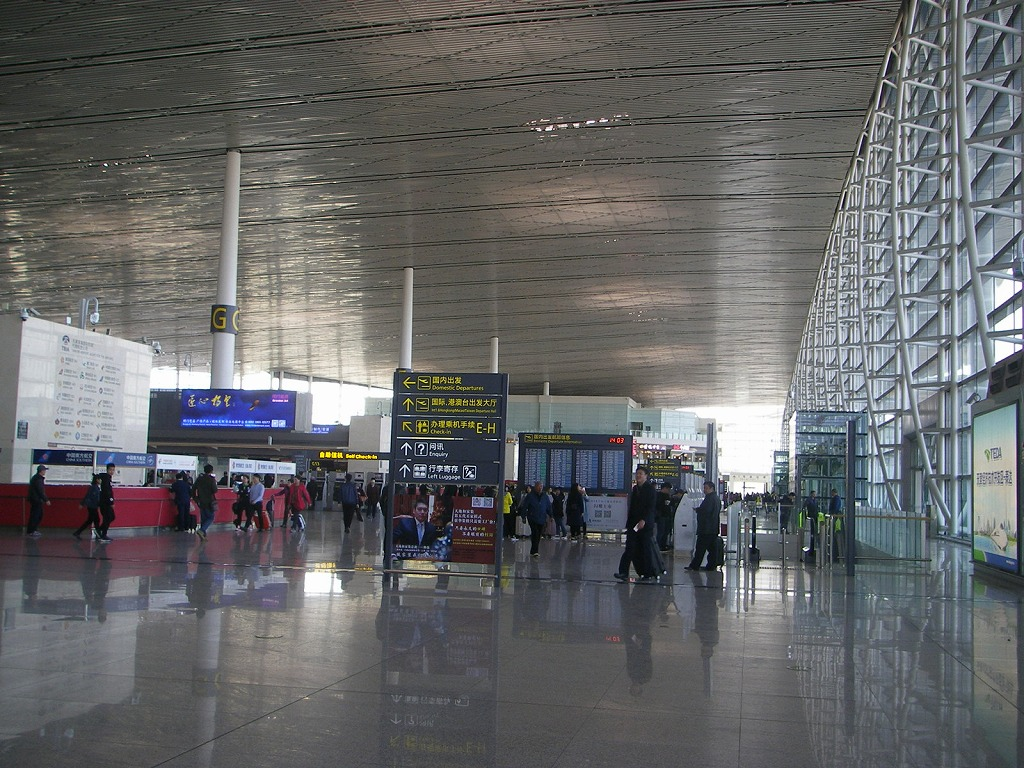
国内線ターミナル

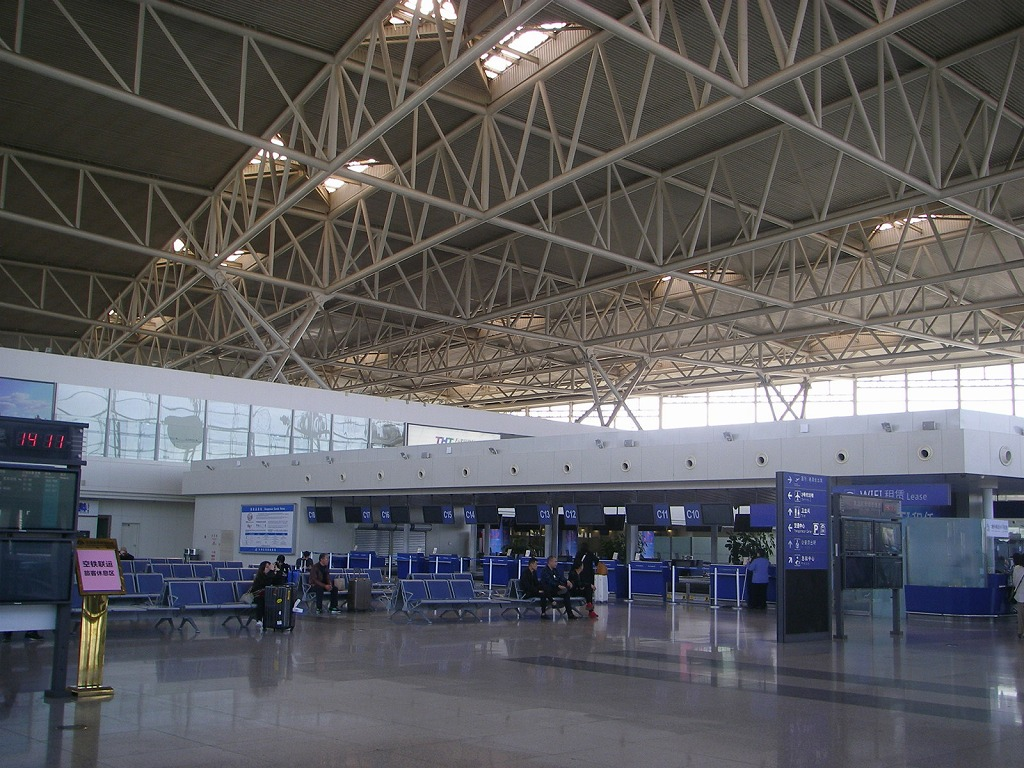
国際線ターミナル

## 就航航空会社と就航路線

### 国内線
- 中国国際航空 (CCA) : 上海/虹橋、廈門、昆明、成都、三亜、広州、深圳、西安
- 中国東方航空 (CES) : 上海/浦東、上海/虹橋、赤峰
- 上海航空 (CSH) : 上海/浦東、上海/虹橋、杭州、昆明
- 中国南方航空 (CSN) : 広州、大連、鄭州
- 中国西部航空 (CHB) : 重慶
- 深圳航空 (CSZ) : 深圳
- 山東航空 (CDG) : 青島、フフホト
- 春秋航空 (CQH) : 上海/浦東
- 厦門航空 (CXA) : 廈門、深圳、南寧、海口、福州
- 北京首都航空 (CBJ) : 三亜
- 海南航空 (CHH) : 上海/浦東、広州、深圳
- 吉祥航空 (DKH) : 上海/浦東
- 雲南祥鵬航空 (LKE) : 昆明
- 奥凱航空 (OKA) : 広州、煙台、晋江、重慶、成都、昆明、杭州、張家界
- 天津航空 (GCR)  : 大連、青島、煙台、フフホト、貴陽経由西安、南寧経由武漢、蘭州経由太原、重慶経由運城、杭州、晋江経由常州、貴陽経由鄭州、寧波、長春、オルドス、ウルムチ

### 国際線
| 航空会社                     | 就航地                                                     |
| ---------------------------- | ---------------------------------------------------------- |
| 中国国際航空                 | ソウル/仁川、香港                                          |
| 天津航空                     | 務安、東京/羽田、大阪/関西、西安経由オークランド           |
| 廈門航空                     | マカオ(厦門経由) 、東京/羽田(2025年7月2日より運航開始予定) |
| 春秋航空                     | 大阪/関西                                                  |
| マカオ航空                   | マカオ                                                     |
| アエロ・モンゴリア           | ウランバートル                                             |
| 日本航空                     | 名古屋/中部                                                |
| スプリング・ジャパン         | 東京/成田                                                  |
| 大韓航空                     | ソウル/仁川                                                |
| アシアナ航空                 | ソウル/仁川                                                |
| タイ・ライオン・エア         | バンコク/ドンムアン(2025年10月27日より運航再開予定)        |
| ジェットアジア・エアウェイズ | バンコク/スワンナプーム                                    |
| スクート                     | シンガポール                                               |
| エア・セルビア               | ベオグラード                                               |

## アクセス
- 天津地下鉄2号線浜海国際機場駅

## 航空事故
2007年3月4日に出発のためプッシュバックしていた全日本空輸 NH114便（乗客・乗員 : 99名、ボーイング737-700型機、エアーニッポン運航）の右主翼端が現地地上係員の操作ミスのため、隣接して駐機していた日本航空インターナショナル ボーイング767-200型機の左主翼端に衝突する航空事故が発生した。